# Volksbank Berg
Die Volksbank Berg eG ist eine Genossenschaftsbank und hat ihren Sitz in Wipperfürth in Nordrhein-Westfalen.

## Geschichte
Die Bank entstand im Jahre 2017 aus der Fusion der Raiffeisenbank Kürten-Odenthal eG und der Volksbank Wipperfürth-Lindlar eG. 

### Raiffeisenbank Kürten-Odenthal
Die Raiffeisenbank Kürten-Odenthal eG entstand im Jahr 2002 durch Fusion der Raiffeisenbank Odenthal eG und der Raiffeisenbank Bechen-Dürscheid eG.
Die Raiffeisenbank Odenthal wurde 1896 als Odenthaler Spar- und  Darlehnskassenverein gegründet. Eine Zweigstelle in Schildgen wurde 1958 eröffnet. 1959 bezog die Bank das erste eigene Geschäftsgebäude. 1961 firmierte sie um in Spar- und Darlehnkasse Odenthal eGmbH, 1975 in Raiffeisenbank Odenthal eG. 
Die Raiffeisenbank Bechen-Dürscheid war aus dem 1891 gegründeten Bechener Darlehnskassenverein und 1894 gegründeten Dürscheider Darlehnskassenverein hervorgegangen. 1896 wurde das Warengeschäft aufgenommen. 1952 fusionierte die Genossenschaft mit der Bezugs- und Absatzgenossenschaft Blissenbach und 1962 mit der Spar- und Darlehnskasse Biesfeld. 1962 war auch die 
Eröffnung der Geschäftsstelle Kürten. 1974 fusionierten die Spar- und Darlehnskasse Dürscheid e.G.m.b.H mit der Spar- und Darlehnskasse Bechen e.G.m.b.H zur Raiffeisenbank Bechen-Dürscheid eG mit Sitz in Kürten. 1976 übernahm sie den Raiffeisenmarkt Herkenrath, 1978 die Geschäftsstelle Olpe (Kürten) der Spar- und Darlehnskasse Hommerich.

### Volksbank Wipperfürth-Lindlar
Die Volksbank Wipperfürth-Lindlar eG entstand im Jahre 1995 durch die Fusion der Volksbank Wipperfürth eG und der Raiffeisenbank Lindlar eG.
Die Geschichte der Volksbank Wipperfürth eG begann am 16. Januar 1894 mit der Gründung des Hönnigethaler Spar- und Darlehnskassen-Vereins eGmuH.
Die Raiffeisenbank Lindlar eG hatte ihre Wurzeln in der Spar- und Darlehnskasse eGmuH Hommerich und wurde am 17. Mai 1925 gegründet.